# Fernando Silva Grade
Fernando Silva Grade  (Faro, 1955 — 8 de Setembro de 2019), foi um activista, arquitecto e pintor português.

## Biografia

### Nascimento e formação
Nasceu na cidade de Faro, em 1955. Formou-se em biologia pela Faculdade de Ciências de Lisboa em 1983, e em 1993 concluiu o curso de pintura do Centro de Arte e Comunicação Visual.

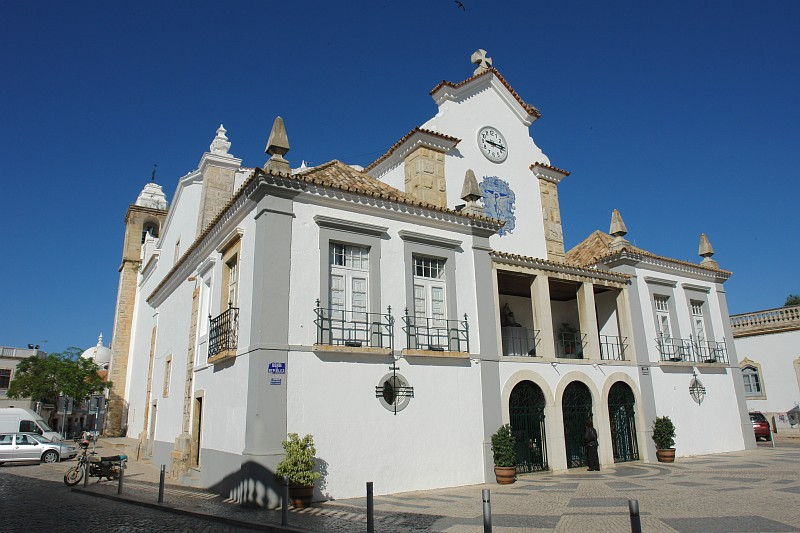
Igreja Matriz de Olhão.

### Carreira e activismo
Trabalhou como arquitecto, embora se tenha notabilizado principalmente como activista na defesa do património cultural e natural do Algarve, tendo sido um dos sócios fundadores da associação Almargem, e participado num grande número de iniciativas na defesa da cultura e do ambiente. Iniciou o seu activismo ainda durante a juventude, nas décadas de 1970 e 1980, quando escrevia mensagens de protesto nos estaleiros de construção. Foi um crítico do forte crescimento urbanístico no Algarve. Em Julho de 2014 lançou o livro O Algarve tal como o destruímos, sobre os problemas ambientais e paisagísticos da construção em massa no Algarve, e onde criticou o modelo do turismo de massas na região. Teve uma atenção especial na defesa do património arquitectónico, tendo protestado contra a demolição de vários edifícios, tanto em Olhão como em Faro. Em 2017, Silva Grade lançou um alerta sobre as obras na Igreja Matriz de Olhão, que estavam a ser feitas sem as autorizações necessárias, e sem a utilização de materiais e técnicas adequadas neste tipo de intervenção. Na sequência desta denúncia, as obras foram suspensas pela Direcção Regional de Cultura do Algarve. Como parte do seu activismo, escreveu vários artigos nos jornais Barlavento e Público, entre outros periódicos, e fez várias entrevistas na televisão e rádio.
Notabilizou-se igualmente como artista plástico, tendo pintado principalmente os temas do património e da natureza algarvia. Participou em várias exposições desde 1988, tanto a nível individual como colectivo, em vários pontos do país e no estrangeiro. Foi um dos artistas convidados na exposição Lisboarte, entre Março e Abril de 2006. Em 2016 realizou a sua última exposição antológica, Trajectos, no Museu Municipal de Faro e na Galeria Arco, com grande êxito.

### Falecimento
Faleceu em 8 de Setembro de 2019, vítima de uma doença oncológica, aos 64 anos de idade. O velório foi na Ermida de São Luís, em Faro, tendo o corpo sido sepultado no Cemitério da Esperança, na mesma cidade.

## Homenagens
Em 7 de Setembro de 2018, recebeu a Medalha de Mérito Grau Ouro da Câmara Municipal de Faro, principalmente devido aos seus esforços pela defesa do património e do ambiente.